# Saint-Révérien
Saint-Révérien is een gemeente in het Franse departement Nièvre (regio Bourgogne-Franche-Comté) en telt 213 inwoners (2009). De plaats maakt deel uit van het arrondissement Clamecy.

## Geografie
De oppervlakte van Saint-Révérien bedraagt 17,9 km², de bevolkingsdichtheid is 11,5 inwoners per km².
De onderstaande kaart toont de ligging van Saint-Révérien met de belangrijkste infrastructuur en aangrenzende gemeenten.

## Demografie
Onderstaande figuur toont het verloop van het inwonertal (bron: INSEE-tellingen).